# Adjektizische Klagen
Die adjektizischen Klagen („Überleitung“ einer Klage auf den Gewalthaber; seit der Zeit der Glossatoren als actiones adiecticiae qualitatis zusammengefasst) sind ein Sammelbegriff für streitige Rechtsfälle, bei denen im römischen Recht Schuldverhältnisse auseinandergesetzt wurden, bei denen Dritte Verfahrensbeteiligte waren. Die Klagen dienten der Beilegung von Streitigkeiten aus Verbindlichkeiten (negotia gesta), die Gewaltunterworfene eingegangen waren, für die aber deren Gewalthaber (domini) unmittelbar selbst hafteten.
Eingeführt wurden die Klagen wohl während der Kaiserzeit im 2. Jahrhundert durch die Prätoren, weshalb sie dem Honorarrecht zuzuordnen sind.

## Stellvertretung und Durchgriffshaftung
Das Verkehrsbedürfnis für stellvertretungsrechtliche Regelungen im Privatrechtsverkehr leitete das antike Rom aus den personenrechtlichen Gewaltverhältnissen her. Der wirtschaftliche Aufschwung ab den Zeiten der jüngeren Republik brachte es mit sich, dass untergebene Familienmitglieder (Hauskinder und Sklaven) wirtschaftlich eigenständig tätig wurden. Das Familienoberhaupt, der pater familias, sollte nicht mehr zwingend selbst tätig werden müssen, wenn er Geschäfte auf die ihm untergeordneten Mitglieder des Hausstands, also die in die patria potestas einbezogene Abhängigen, delegieren würde können. Mit der Delegierung gab er die Selbstverpflichtung nicht aus der Hand, er wurde nach Quellenlage durch die vereinbarten Geschäfte der Haussöhne (filiifamilias) und Sklaven (servi) vertraglich selbst gebunden. Teils wird in der Forschung davon ausgegangen, dass die filiifamilias sogar persönlich in Haftung genommen werden konnten. Die Gewaltunterworfenen konnten den Herrn allenfalls im Rahmen der ihnen eingeräumten Befugnisse verpflichten. Sie waren nicht rechtsfähig, sie waren aber geschäftsfähig. Ausweislich der Forschungen Ernst Levys und Max Kasers soll diese Form der begrenzten Selbständigkeit zumindest für die Spätantike gegolten haben.
Die aus den Geschäften der Gewaltunterworfenen herrührenden Forderungen, gleichermaßen Schulden, erwarb der Hausherr unmittelbar (vinculum iuris), weshalb er bei Leistungsstörungen auch haftete. Das Prinzip des ansonsten wirksamen Ausschlusses von Verträgen zugunsten Dritter („alteri stipulari nemo potest“ übersetzt etwa: „niemand kann sich für einen anderen etwas versprechen lassen“) blieb durch diese Gewaltverhältnisse unberührt. In das Vermögen des Gewaltunterworfenen konnte nicht vollstreckt werden, da er im Grundsatz kein Vermögen hatte; auch eine Personalvollstreckung war nach herrschender Meinung nicht möglich.
Das zivilrechtliche System spiegelte sich im Prozessgeschehen. Hauskinder waren klagbar, aber vermögenslos. Sklaven waren vollumfänglich prozessunfähig. Zum Schutz der Gläubiger wurden die Zahlungsverpflichtungen, Herausgabeansprüche und Schadensersatzansprüche dem Geschäftsherr prozessual zugerechnet. Da nach römischem Rechtsverständnis die prozessuale Durchsetzung ein wesentliches Charakteristikum eines Anspruchs war, der – mangels dogmatischer Differenzierung zwischen Privat- und Zivilprozessrecht – im Rahmen der actiones umzusetzen war, sah sich der Gewaltgeber gegebenenfalls einer der adjektizischen Klagen ausgesetzt (Solidarhaftung). Umstritten ist, inwieweit Übervorteilungen des Gewaltunterworfenen durch die Geschäftspartner, in der Zurechnungsfrage bei den Geschäftsherren eine Rolle spielten. Soweit Einreden des Gewaltabhängigen dem Geschäftsherrn nicht zugerechnet wurden, der Geschäftsherr also trotzdem haftete, stellten sich reihenweise Probleme bei der Vollstreckung aus dem Urteilsspruch.
Die einzelnen adjektizischen Klagen (actiones) behandelten die Durchgriffshaftung nach sachlich unterschiedenen Kriterien. Gegebenenfalls haftete der Gewalthaber wegen eines Geschäftes sogar aus verschiedenen adjektizischen Klagen gleichzeitig.

## Die Klagen im Einzelnen (actiones)

### Actio de peculio (Pekuliarklage)
Die actio de peculio fand Anwendung, wenn der Herr dem Gewaltunterworfenen Sondervermögen zur selbständigen Bewirtschaftung überlassen hatte und sich daraus Verpflichtungen ergaben, für die der Herr einzustehen hatte. Das Sondervermögen wurde peculium genannt, da es sich häufig um Exemplare oder Teile des Viehbestandes (pecus = Vieh) des Gewalthabers handelte. Der Gewalthaber haftete bis zur Höhe des ausgeurteilten Wertes zwar mit seinem gesamten Vermögen, im Urteilsspruch jedoch beschränkt bis zur Höhe des Wertes des Sondervermögens. Soweit die Haftung sich auf den Wert des Pekuliums beschränkte, war der Umfang der Zugriffsmöglichkeit bei der Vollstreckung offen. Mit Forderungen gegen das Sondervermögen konnte der Herr aufrechnen. Die Befriedigung der Gläubiger erfolgte in der Reihenfolge der Klageinbringung.
In der Zeit der Spätantike sollen Sklaven und Hauskinder gar selbst im Rahmen der actio de peculio gehaftet haben. Die Rechtsforschung führt an, dass die landarbeitende Unterschicht und gewaltunterworfene Hausstandsmitglieder sich zunehmend vereinheitlicht hätten, reduziert auf eine gemeinsame Unterklasse. Sklaven der Spätantike hätten gegenüber der Zeit des Prinzipats sogar eine Aufwertung erfahren.

### Actio de in rem verso (Versionsklage)
Mit der actio de in rem verso (Verwendungsklage) konnte der Herr in Anspruch genommen werden, wenn er durch ein Rechtsgeschäft des Gewaltunterworfenen bereichert worden war. In rem verso verdeutlicht dabei die Rückerstattungspflicht („...vel si quid in rem N. N. inde versum est...“ übersetzt etwa: „...oder wenn daraus etwas ins Vermögen des Beklagten gelangt ist...“).
In der antiken Literatur festgehaltene Fälle der Anwendung der Versionsklage sind die Schuldenbegleichung für den Hausherren mittels geborgten Geldes und Lebensmittelkäufe für die Familie des Hausherren. Für den Wert der Bereicherung wurde auf den Zeitpunkt des Urteils abgestellt.

### Actio tributoria (Verteilungsklage)
Diese Klage wurde gewährt, wenn der Gewaltunterworfene (mit Kenntnis des Gewalthabers) ein Handelsgeschäft oder einen Gewerbebetrieb unterhielt und sich daraus Verbindlichkeiten ergaben, die auf den Geschäftsherrn durchgriffen. Sie ist keine adjektizische Klage im engeren Sinne, sondern wird kraft Sachzusammenhangs der Geschäftstätigkeit Gewaltunterworfener, dem ein Pekulium für Handelsgeschäftstätigkeiten eingeräumt war, einbezogen. Dieses wurde zum Sondervermögen, über das der Prätor im Falle der Überschuldung den Sonderkonkurs eröffnete und die Gläubiger entsprechend ihrer Quote befriedigte. Das restliche Vermögen des Gewalthabers blieb unberührt (Haftungsbeschränkung).

### Actio quod iussu (Weisungsklage)
Hatte ein Gewalthaber einen Geschäftspartner (Dritten) ermächtigt, Geschäfte auf eigene Gefahr mit dem Gewaltunterworfenen zu tätigen, konnte er bei pathologischem Verlauf mittels der actio quod issu selbst belangt werden, so als sei es sein eigenes Geschäft gewesen. Der Ermächtigung (iussum) war die nachträgliche Genehmigung (ratihabitio) gleichgestellt. Wurde eine Ermächtigung missbräuchlich überschritten, waren die zutreffenden Klagearten die actio de peculio beziehungsweise die actio de in rem verso.

### Actio exercitoria et institoria (Reederei/Handelsgeschäft)
Gegen Firmeninhaber richtete sich die Klage aus actio institoria, abgeleitet aus dem lateinischen institor, der „Angestellte“. Die gegen den Reeder gerichtete Klage war die actio exercitoria, was sich aus dem lateinischen exercere ableitet und auf den Betrieb einer Reederei hinweist.
Beide Klagetypen waren nicht auf Gewaltunterworfene beschränkt. Sie fanden kasuistische Anwendung. Beispielsfälle hierfür sind die Haftung des Reeders (exercitor navis) für die Schulden des eingesetzten Kapitäns oder des Ladeninhabers (taverna) für den im Geschäftsbetrieb eingesetzten Betriebsleiter (institor). Die Verpflichtung des Gewalthabers resultierte in diesen Fällen aus der Fiktion einer Generalermächtigung zum Abschluss aller Verträge, die im Zusammenhang mit der übertragenen Aufgabe stehen. Die römischen Juristen rechtfertigen die Haftungsausdehnung des Gewalthabers auf Verpflichtungen durch Gewaltfreie durch die Analogie der Tätigkeiten von Schiffs- oder Betriebsleitern zu hauseigenen Gewaltunterworfenen.
In spätklassischer Zeit hatte Papinian Analogien zu den Fällen geschaffen und begonnen, aus ihnen das Prinzip der Stellvertretung zu entwickeln. Er übertrug es beispielsweise auf den von seinem Geschäftsherrn beauftragten Vermögensverwalter (procurator), der eine Sache kaufte beziehungsweise verkaufte oder ein Darlehen aufnahm. Ernst Rabel würdigte diesen Ansatz Papinians als eines seiner Ruhmesblätter, wenngleich es noch bis ins 19. Jahrhundert dauern sollte, dass die Dogmatik des Stellvertretungsrechts schließlich entwickelt war. Erst die wissenschaftliche Prägnanz der Vertreter der Historischen Rechtsschule machte es möglich, dass eine klare Trennung und damit Abgrenzbarkeit der Rechtsbegriffe „Stellvertretung“, „Vollmacht“ und „Auftragsgeschäft“ vorgenommen werden konnte.

## Verfahren und Rechtsfolgen
Verfolgt wurden vornehmlich vertragliche Erfüllungsansprüche aus Mutuum oder Stipulation und sachenrechtliche Übertragungsansprüche. Daneben kamen Ansprüche aus Bereicherungsrecht in Betracht, wenn die Erfüllung scheiterte. Geeigneter Klagetyp war die condictio. Beantragt wurde per legis actio per condictionem. Deliktsrechtsrechtlich kam bei Diebstahl die condictio furtiva zum Zuge.